# Nuphar intermedia
Nuphar intermedia là một loài thực vật có hoa trong họ Nymphaeaceae. Loài này được Ledeb. miêu tả khoa học đầu tiên.